# سعادت‌آباد (بهبهان)
سعادت‌آباد (بهبهان)، روستایی از توابع بخش زیدون شهرستان بهبهان در استان خوزستان ایران است.
روستایی با طوایف مختلف کرایی معمار عرب و ترک در کنار هم سال های متمادی زندگی خوبی دارند .
کار عمده مردم این دیار کشاورزی و دامپروری می باشد .
در حال حاضر (اسفند ۱۴۰۱)اعضای تصمیم گیر شورا آقایان علی رضایی حسن بهادری و مصطفی علیپور می باشند .

## جمعیت
این روستا در دهستان سردشت قرار دارد و براساس سرشماری مرکز آمار ایران در سال ۱۳۸۵، جمعیت آن ۱۵۳ نفر (۳۰خانوار) بوده‌است.